# René Steurbaut
René Steurbaut (Gand, 26 giugno 1928 – Ostenda, 6 gennaio 2019) è stato un cestista belga.

## Carriera
Ha disputato tre partite ai Giochi della XIV Olimpiade, segnando 17 punti. Ha inoltre disputato il Campionato europeo 1947 e il Campionato europeo 1953.